# Caserma Interrotto

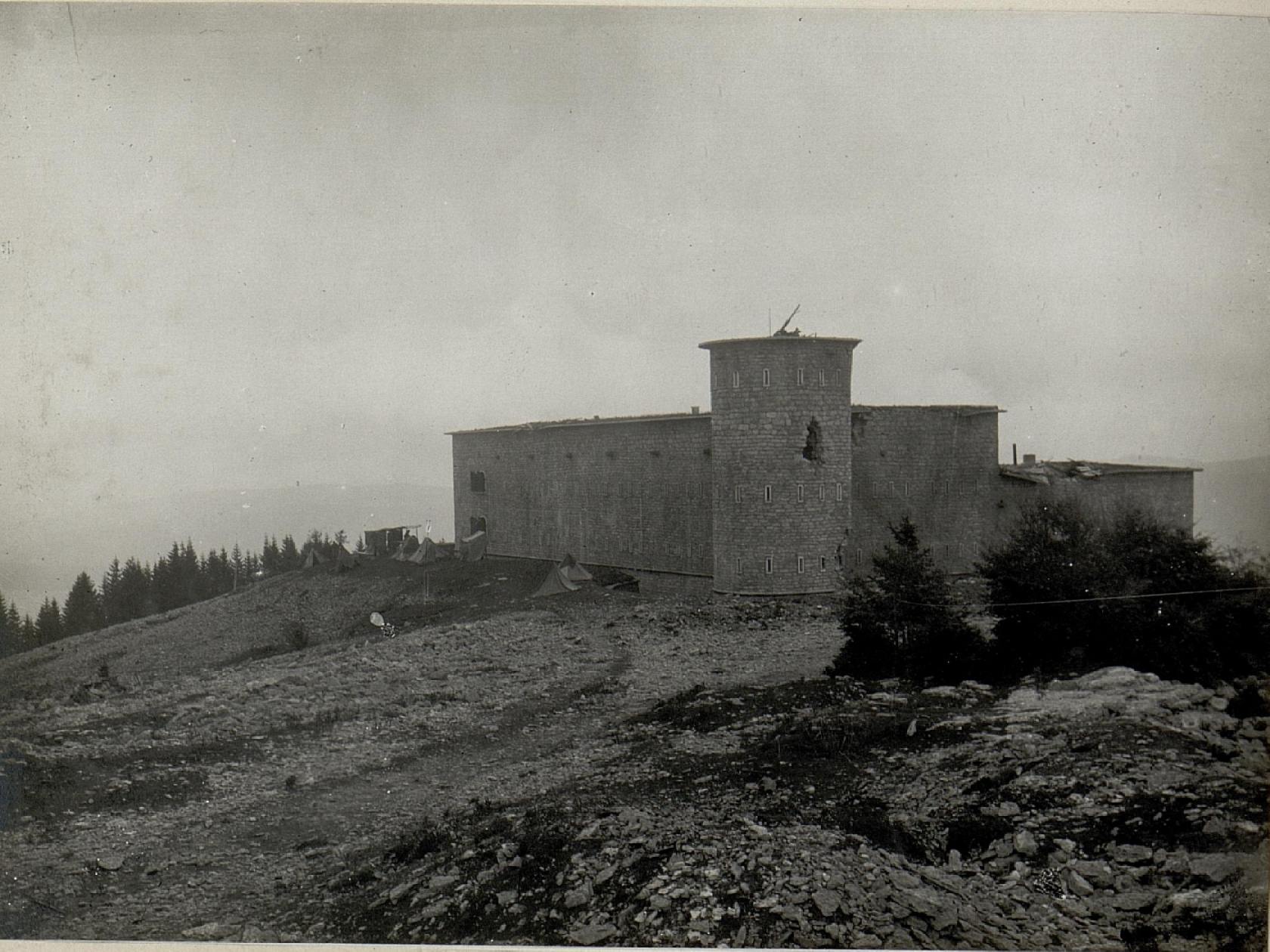
Caserma difensiva Interrotto von der Nordwestecke nach der Einnahme im Mai 1916

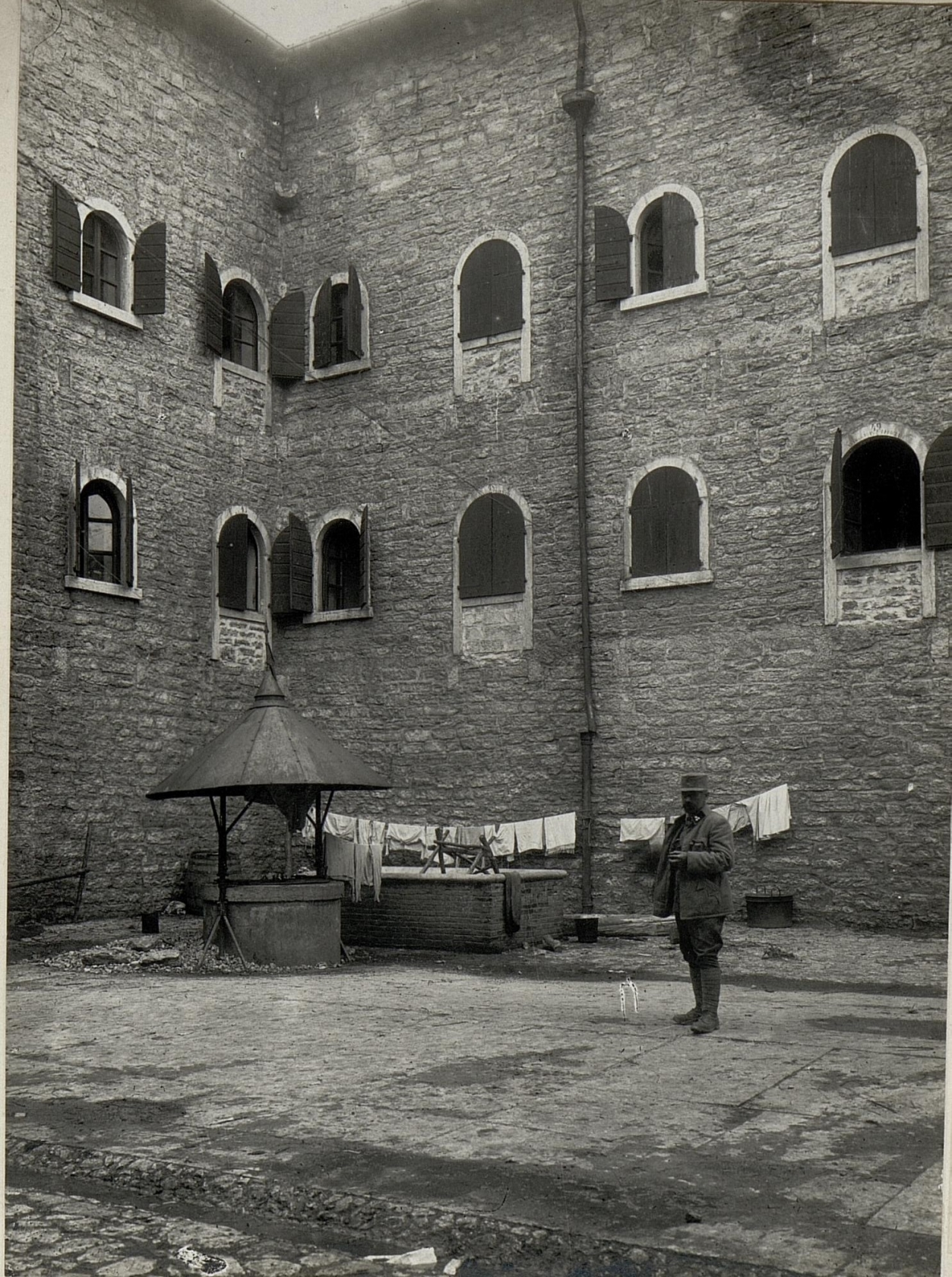
Innenhof, Aufnahme vom 5. Juni 1916

Die Caserma Interrotto, auch Caserma difensiva Interrotto (auf heutigen Kartenwerken nur noch Forte Interrotto) genannt, war ein italienisches Verteidigungsbauwerk an der Reichsgrenze zu Österreich-Ungarn.
Die von der Bauweise her als Defensivkaserne einzuordnende Anlage liegt auf 1392 Metern Höhe in der Provinz Vicenza, an der Einmündung des Valle di Galmarara in das Val d’ Assa etwa 2,5 Kilometer nördlich von Asiago. Sie gehörte zum 2. Abschnitt der ersten italienischen Reichsbefestigungsperiode und war 1887 soweit fertiggestellt, dass sie mit Truppen belegt werden konnte. Die Besatzung bestand aus etwa 350 Mann.

## Baugeschichte
Das Gebäude gleicht mit seinen hoch aufragenden und völlig freistehenden Steinmauern eher einer mittelalterlichen Burg als einem Befestigungswerk des späten 19. Jahrhunderts. Es handelt sich im Grundriss um ein Rechteck aus kasemattierten Trakten, an dessen Südost- und Nordwestecke je ein runder Flankierungsturm angefügt ist. Die 14 Meter hohe Front (Face) enthielt drei Etagen, die sich an den Flanken in einer Stufe zu zwei Etagen im Kehlbereich absenkten. Das Dach war mit einer 2,5 Meter starken Erdaufschüttung bedeckt und konnte zur Gewehrverteidigung hergerichtet werden. Die Abmessungen des Kasemattblocks betragen 39 Meter × 30 Meter, der Durchmesser der Flankierungstürme 10 Meter. Umgeben war das Fort von einem fünf Meter breiten und ebenso tiefen trockenen Graben. Vor dem Graben lag eine Contreescarpe mit vier Meter hohem Böschungswall, Glacis und gedecktem Weg. Dadurch war der untere Schartenbereich gegen direktes Feuer geschützt. Die beiden Flankierungstürme übernahmen die Aufgaben von Grabenstreichen; der Zugang zum Innenhof erfolgte über eine eiserne Zugbrücke. Insgesamt waren 14 Geschützscharten für 12-cm-Geschütze und 289 Gewehrscharten vorhanden. Ob das Werk jemals mit Kanonen bestückt war, ist heute nicht mehr zu klären. Das LEINGG (L’esercito italiano nella grande guerra (1915–1918)) als offizielle italienische Publikation über den Ersten Weltkrieg bezeichnet die Anlage am 23. Mai 1915 (Kriegsbeginn mit Österreich-Ungarn) als desarmiert. Für den 14. Mai 1915 werden lediglich zwei 7,5-cm-Feldkanonen mit dem Fort in Verbindung gebracht, wobei der genaue Standort unbekannt geblieben ist.

## Aufgabe
Aufgabe der Anlage war, zusammen mit den 1892 errichteten Straßensperre Tagliata Val d’Assa und Batterie Monte Rasta, die Sperrung der Fahrstraße im oberen Assatal und die Sicherung des Hochplateaus von Asiago. Im Schussbereich der Face lagen die Abhänge des Monte Mosciagh und Monte Dorole, sowie der nördliche Bereich des Val di Grubach (auf heutigen Karten als Val di Gruppach bezeichnet) und die Osthänge des Monte Verena. Die linke Flanke deckte den Bereich gegen den Monte Erio (1627 m), die rechte Flanke den Bereich gegen den Monte Mósciagh (1556 m), das Valle di Galmarara und den Zwischenraum bis zur Batterie Monte Rasta. Die Sohle des Assatals (Val d’Assa) und die dort verlaufende Straße konnten nicht eingesehen werden.

## Kriegsgeschehen
Bei Kriegsbeginn und auch danach fand das Bauwerk bei der Führung der österreichisch-ungarischen Streitkräfte keine Beachtung. Erst am 23. Mai 1916 (anlässlich der Offensive über die Sieben Gemeinden), als die k.u.k.-Truppen bereits die italienischen Forte Campolongo und Forte Monte Verena erobert hatten, rückte der Monte Interrotto und mit ihm die Defensivkaserne in den Fokus des k.u.k.-III.-Korps. Der Kommandant der 18. Infanterie-Brigade, Oberst Albori, erhielt den Auftrag zur Aufklärung gegen die Straßensperre im Val d’Assa und die Caserma Interrotto. Gleichzeitig wurde vom KArtKmdo Nr. 3 (Korps-Artillerie-Kommando) eine 35 Mann starke Patrouille beauftragt, sobald das Gelände als feindfrei festgestellt wurde, gegen die Anlagen Interrotto und Batterie Monte Rasta vorzugehen, um eventuell vorgefundenes Geschützmaterial und Munition auf ihre Brauchbarkeit hin zu überprüfen und sicherzustellen.

Am Nachmittag des 23. Mai 1916 gab ein Überläufer an, dass die Anlagen noch besetzt seien, was von der eigenen Aufklärung gegen 22 Uhr bestätigt werden konnte. Am 24. Mai 1916 erfuhr das 18. IBrigKmdo (Infanterie-Brigade-Kommando), dass die zum Komplex gehörende Straßensperre Tagliata Val d’Assa am 23. Mai um 20:45 Uhr von der Besatzung gesprengt und verlassen worden sei, was bedeutete, dass die Interrotto-Anlage nunmehr umgangen und von hinten angegriffen werden konnte. Dies unterblieb jedoch, da sich alle Kräfte darauf konzentrierten, die auf den südlichen Hängen des Val Galmarara verschanzten italienischen Kräfte zu bekämpfen.

Am 25. Mai um 16 Uhr meldete die österreichisch-ungarische Artillerieführung, dass ein Volltreffer eines 30,5-cm-Mörsers in das Forte Interrotto eingeschlagen sei und die Italiener begännen, das Bauwerk zu räumen. Am 28. Mai um die Mittagszeit wurde die Räumung von italienischen Gefangenen bestätigt. Um 18:00 Uhr des gleichen Tages meldete die 12. Infanterie-Brigade die Einnahme der Val Galmarara Hänge, des Monte Interrotto, des Monte Mósciagh und der Ortschaften Bosco und Rodighieri. Damit befand sich Interrotto ohne große Kampfhandlungen in der Hand der k.u.k.-Truppen.
Nach dem im Juni 1916 erfolgten Rückzug der Österreicher auf eine vorbereitete Auffanglinie lag das Werk Interrotto etwa 750 Meter hinter der Front auf österreichischer Seite, wobei die Kehle nunmehr feindwärts zeigte. Hier richtete Oberst Otto Freiherr Ellison von Nidlef seinen Gefechtsstand ein. Das Werk blieb bis zum Kriegsende in österreichischem Besitz und wurde als Magazin und Artilleriebeobachtungsstand verwendet. Die heute vorhandenen Schäden gehen auf Beschuss durch die italienische Artillerie zurück.

## Heutiger Zustand

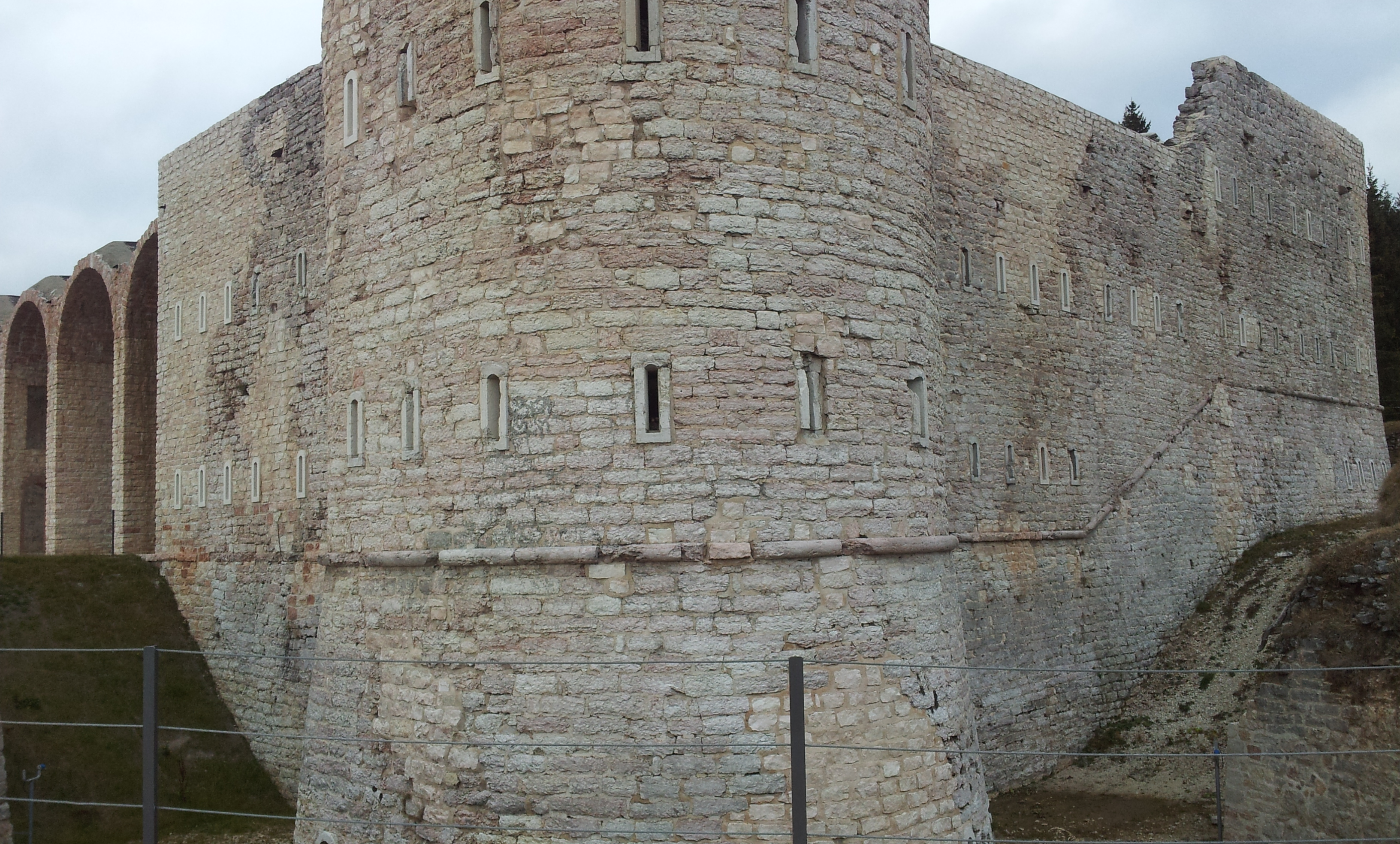
Die restaurierte Anlage 2011

Das Bauwerk befand sich bis 2004 in einem ruinösen Zustand. Von 2004 bis 2011 wurde es umfangreich restauriert, dabei befreite man es von Schutt und Vegetation, konsolidierte das Mauerwerk und schützte die Anlage vor dem weiteren Verfall. Zudem stellte man mehrsprachige Informationstafeln zur Geschichte und Baugeschichte auf und installierte eine Innen- und Außenbeleuchtung.

## Namensgebung
Interrotto leitet sich ab aus dem cimbrischen Hinterknotto, dt. „hinterer Felsen“.